# المشاركة البولندية في حرب العراق
```
في 17 مارس/آذار 2003، أعلن 
الرئيس البولندي
 آنذاك
، ألكسندر كواشنيفسكي
، أن 
بولندا
 سترسل نحو 2000 جندي إلى 
الخليج العربي
 للمشاركة في 
غزو العراق عام 2003.
 وكان الجنود البولنديون متواجدين في المنطقة منذ يوليو/تموز 2002، وتم تأكيد مشاركتهم في القتال لأول مرة في 24 مارس/آذار. وشكلت هذه القوات رابع أكبر مساهمات عسكرية في القوات المصطفة ضد 
العراق
 (مع 
الولايات المتحدة
 وبريطانيا العظمى 
وأستراليا
).
```

## القوات الملتزمة
كانت الوحدة البولندية الأصلية تحتوي على:
- 70 جنديًا من وحدة قوات العمليات الخاصة "جي دبليو جروم"، الذين نُشِروا بالفعل في المنطقة، قبل مارس/آذار 2003. وانضم إليهم 56 رجلاً آخرين، قبل الغزو مباشرة.
- كانت سفينة الدعم اللوجستي ORP Kontradmirał Xawery Czernicki بمثابة قاعدة للعمليات الخاصة، وتضمنت أكثر من 50 فردًا من أفراد الطاقم بالإضافة إلى وحدة العمليات الخاصة البحرية JW Formoza.
- 74 فردًا متخصصًا في التلوث الكيميائي من 4 Brodnicki Pułk Chemiczny (4. فوج الحرب الكيميائية من برودنيكا).
- كانت هناك فرقة أخرى قوية من 53 رجلاً متخصصة في التلوث الكيميائي جاهزة للإرسال إلى تركيا، ولكن بسبب النصر السريع أُوقِفَت قبل يوم واحد من المغادرة.

في إبريل/نيسان 2005، كان لدى بولندا 2500 جندي منتشرين في العراق، كما كانت تقود عدداً من قوات التحالف الأخرى ضمن الفرقة المتعددة الجنسيات المركزية والجنوبية التي تقودها بولندا.

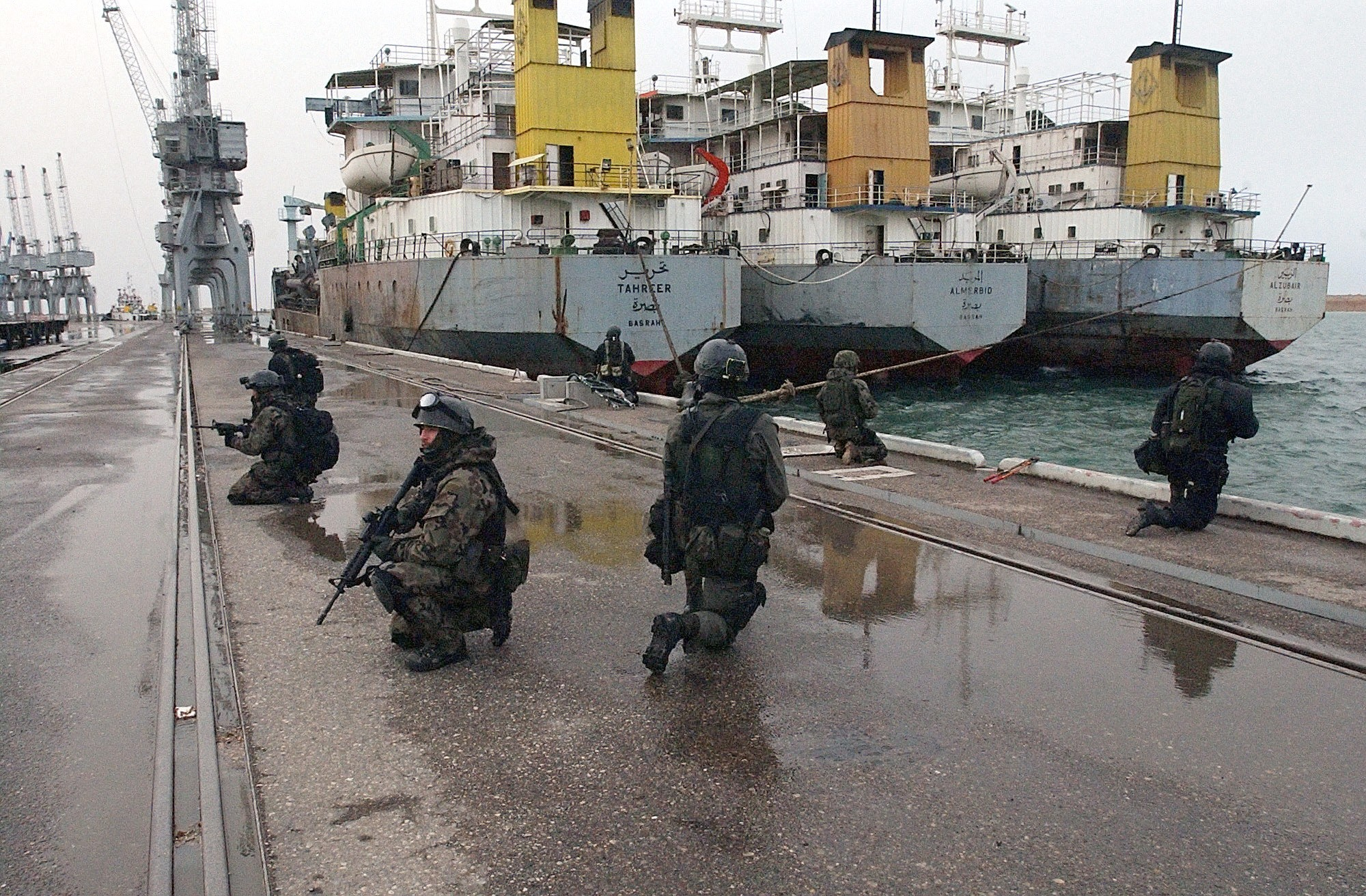
قوات الكوماندوز التابعة لمجموعة غروم في أم قصر، 28 مارس 2003.

شاركت قوات الكوماندوز البولندية في عمليات أمنية على منصات النفط العراقية. وخوفًا من تكرار تدمير آبار النفط العراقية في حرب الخليج على يد صدام حسين، سعت هذه العملية إلى منع أعمال مماثلة كانت ستؤدي إلى تلوث المنطقة وتدمير البنية التحتية.
نفذت القوات الخاصة البولندية عملية تأمين ميناء أم قصر.

## العلاقات الدولية
في عام 2003، اندلع جدل بين بولندا وفرنسا عندما عثرت القوات البولندية على صواريخ رولاند الفرنسية أرض-جو، والتي ذكرت الصحافة الدولية أن الضباط البولنديين زعموا أنها صُنعت في عام 2003. أشارت فرنسا إلى أن أحدث صواريخ رولاند صُنعت في أوائل التسعينيات، وبالتالي فإن تاريخ التصنيع كان بالضرورة خطأ (اتضح أنه على الأرجح تاريخ انتهاء الصلاحية المشار إليه)، وأكدت أنها لم تبع أسلحة للعراق قط في انتهاك للحظر. توصلت تحقيقات السلطات البولندية إلى أن الأشخاص المسؤولين عن الفضيحة كانوا قادة من المستوى المنخفض؛ ولم يتحقق جهاز المخابرات التابع للجيش البولندي، Wojskowe Służby Informacyjne، من ادعاءاتهم قبل تسريبها إلى الصحافة.
صرح وزير خارجية بولندا، فلودزيميرز تشيموسيفيتش، في يوليو/تموز 2003، "لم نخف قط رغبتنا في أن تتمكن شركات النفط البولندية أخيرًا من الوصول إلى مصادر السلع الأساسية" وتعرض لانتقادات بسبب ذلك من قبل العديد من زملائه السياسيين والرأي العام البولندي.